# غودولو
غودولو (بالمجرية: Gödöllő)‏ وهي بلدة تقع في مقاطعة بشت في المجر وتبعد 30 كلم شمال شرق العاصمة بودابست، يبلغ عدد سكانها 34,396 حسب إحصاء سنة 2010 وتبلغ مساحتها 61.92 كيلو متر مربع.